# قره‌آغاچ (امیرداغ)
قره‌آغاچ (به ترکی استانبولی: Karaağaç) یک منطقهٔ مسکونی در ترکیه است که در امیرداغ واقع شده‌است.